# دق پترگان
دَقِّ پـِتـْرِ گان یا به‌قولی دَقِ پَتِرگان نام یک دق (نمکزار) بیابانی در خاور ایران است.
این بیابان در دهستان پترگان شهرستان زیرکوه در استان خراسان جنوبی قرار گرفته‌است.
دق پترگان با ۵,۲۱۲ کیلومتر مربع وسعت در طول جغرافیایی ۶۰ درجه و ۳۰ دقیقه الی ۶۰ درجه و ۵۶ دقیقه شرقی و در عرض ۳۳ درجه و ۱۰ دقیقه الی ۳۳ درجه و ۳۰ دقیقه عرض شمالی و در شرق زیرکوه در منطقه مرزی واقع شده و از قاین ۱۳۵ کیلومتری فاصله دارد. ارتفاع این دق ۶۱۰ متر از سطح آبهای آزاد می‌باشد.
دق‌ها در اصطلاح فارسی به زمین‌هایی گفته می‌شود که علف و گیاه در آن نروید و زمینی سخت و کوبیده شده داشته‌باشد که کنده نشود.
البته در دق پترگان به صورت پراکنده درختچه‌های تاغ و گز (درخت) می‌روید.
دق پترگان زهکش شبکه‌های سطحی منطقه بوده و بخش عمده آن در خاک ایران است.
در این دق رد پاهای حیوانات بزرگ‌جثه‌ای یافت می‌شود که حدود ۵۰ میلیون سال پیش می‌زیسته‌اند. این منطقه در زمان ایجاد ردپاها مکانی پرآب و باتلاقی بوده‌است.
بررسی ۴۰ رد پا نشان داده که حرکت جانوران به صورت گروهی و جهت حرکت آن‌ها در وضعیت فعلی محل از سوی خاور به باختر بوده‌است.
شناخت دقیق گونه و خانواده این حیوانات پیشاتاریخ نیازمند بررسی و مطالعات بیشتر است.